# Let It Go (Nikki)
Let It Go is het tweede album van Nikki, dat op 21 mei 2010 verscheen.

## Singles
- Perfect Day werd gekozen als de eerste single van het album. Het nummer werd uitgebracht op 29 januari 2010. De single belandde op de 5e plaats in de Nederlandse Tipparade. De video kreeg z'n première op de Nederlandse muziekzender TMF bij het programma Kijk Dit Nou. Het nummer is bovendien te horen in een Vifit reclame waarbij Nikki zelf ook deel uitmaakt.
- Can't Stop Thinking About You werd de tweede single van het album en ging in première op Nikki's YouTube-kanaal op 7 mei 2010. De video ging in première bij het RTL-programma RTL Boulevard.

## Tracklist
1. Perfect Day
2. Never Let It Go
3. Walking Blind
4. Go On And Dance
5. Can't Stop Thinking About You
6. Misinformation
7. Bittersweet Ending
8. It's All A Joke To You
9. You
10. One Day You'll Be Fine